# Live Herald
Live Herald je první sólové koncertní album britského kytaristy Stevea Hillage, vydané v roce 1979 u vydavatelství Virgin Records. Jeho producentem byl Steve Hillage a nahrávky pocházejí ze čtyř koncertů: 26. března 1977 v londýnském Rainbow Theatre, 3. listopadu 1977 na témže místě, 25. května 1978 na Oxford Polytechnic a 7. srpna 1978 v londýnském klubu Marquee Club. Druhé strana druhého LP obsahuje čtyři skladby nahrané ve studiu. Autorem obalu alba je umělecká skupina Hipgnosis.

## Seznam skladeb
| Strana 1 (LP) | Strana 1 (LP)                            | Strana 1 (LP)                   | Strana 1 (LP)                    | Strana 1 (LP) |
| Pořadí        | Název                                    | Autor                           | Nahráno                          | Délka         |
| ------------- | ---------------------------------------- | ------------------------------- | -------------------------------- | ------------- |
| 1.            | Salmon Song                              | Steve Hillage, Miquette Giraudy | Rainbow Theatre, 26. března 1977 | 7:36          |
| 2.            | The Dervish Riff                         | Hillage                         | Rainbow Theatre, 26. března 1977 | 4:17          |
| 3.            | Castle in the Clouds“ / „Hurdy Gurdy Man | Hillage / Donovan               | Rainbow Theatre, 26. března 1977 | 7:02          |

| Strana 2 (LP) | Strana 2 (LP)           | Strana 2 (LP)    | Strana 2 (LP)                       | Strana 2 (LP) |
| Pořadí        | Název                   | Autor            | Nahráno                             | Délka         |
| ------------- | ----------------------- | ---------------- | ----------------------------------- | ------------- |
| 4.            | Light in the Sky        | Hillage, Giraudy | Oxford Polytechnic, 25. května 1978 | 5:16          |
| 5.            | Searching for the Spark | Hillage, Giraudy | Marquee Club, 7. srpna 1978         | 11:11         |
| 6.            | Electrick Gypsies       | Hillage          | Rainbow Theatre, 3. listopadu 1977  | 5:55          |

| Strana 3 (LP) | Strana 3 (LP)                                              | Strana 3 (LP)             | Strana 3 (LP)                       | Strana 3 (LP) |
| Pořadí        | Název                                                      | Autor                     | Nahráno                             | Délka         |
| ------------- | ---------------------------------------------------------- | ------------------------- | ----------------------------------- | ------------- |
| 7.            | Radiom“ / „Lunar Musick Suite“ / „Meditation of the Dragon | Hillage, Giraudy          | Rainbow Theatre, 26. března 1977    | 15:23         |
| 8.            | It's All Too Much“ / „The Golden Vibe                      | George Harrison / Hillage | Oxford Polytechnic, 25. května 1978 | 6:47          |

| Strana 4 (LP) | Strana 4 (LP)                          | Strana 4 (LP) | Strana 4 (LP) |
| Pořadí        | Název                                  | Autor         | Délka         |
| ------------- | -------------------------------------- | ------------- | ------------- |
| 9.            | Talking to the Sun                     | Hillage       | 5:56          |
| 10.           | 1988 Aktivator                         | Hillage       | 2:30          |
| 11.           | New Age Synthesis (Unzipping The Zype) | Hillage       | 8:47          |
| 12.           | Healing Feeling                        | Hillage       | 6:09          |

## Obsazení
- Steve Hillage – kytara, zpěv, syntezátory
- Andy Anderson – bicí
- Colin Bass – baskytara
- Joe Blocker – bicí
- Christian Boulé – kytara
- Basil Brooks – syntezátory, flétna
- Clive Bunker – bicí
- Miquette Giraudy – syntezátory, zpěv
- Phil Hodge – klávesy
- John McKenzie – baskytara
- Curtis Robertson – baskytara